# Stația spațială Tiangong
Tiangong (în chineză: 天宮; pinyin: Tiāngōng; literal: „Palatul Ceresc”), oficial stația spațială Tiangong (chineză: 天宫空间站; pinyin: Tiāngōng kōngjiānzhàn), este o stație spațială cu echipaj permanent construită de China și operată de Agenția spațială chineză (CMSA) pe orbita joasă a Pământului, între 340 și 450 km deasupra suprafeței pământului. Este prima stație spațială pe termen lung a Chinei, parte a programului Tiangong și nucleul „celei de-a treia etape” al Programului spațial cu echipaj uman al Chinei. Stația are 
un volum presurizat de 340 m3, puțin peste o treime din dimensiunea Stației Spațiale Internaționale.
Construcția stației se bazează pe experiența dobândită de la precursorii săi, Tiangong-1 și Tiangong-2. Primul modul, modulul de bază Tianhe („Armonia Cerurilor”), a fost lansat la 29 aprilie 2021, urmat de misiuni multiple cu și fără echipaj și alte două module majore: Wentian („Căutarea Cerurilor”), lansat la 24 iulie 2022 și Mengtian („Visul Cerurilor”), lansat la 31 octombrie 2022.
Stația spațială își propune să ofere oportunități pentru experimente spațiale și o platformă pentru consolidarea capacității de inovare științifică și tehnologică. La 2 noiembrie 2023, China a trimis cel mai tânăr echipaj pe stația spațială Tiangong, format dintr-un echipaj cu o vârstă medie de numai 38 de ani. Aceștia au decolat din deșertul Gobi pentru o călătorie preconizată de 6 luni.

## Asamblarea stației
Tiangong este o stație spațială modulară de generația a treia. Stațiile spațiale din prima generație, cum ar fi primele stații Salyut sau Skylab, erau stații dintr-o singură bucată și nu erau concepute pentru realimentare. Stațiile Salyut 6 și 7 din a doua generație, precum și stațiile Tiangong 1 și 2 sunt proiectate pentru realimentare la jumătatea misiunii. Stațiile din a treia generație, cum ar fi Mir și Stația Spațială Internațională (ISS) sunt stații spațiale modulare, asamblate pe orbită din părți lansate separat. Proiectarea modulară poate îmbunătăți considerabil fiabilitatea, reduce costurile, scurtează ciclurile de dezvoltare și răspunde unor cerințe diversificate privind sarcinile.
|  |  |             |             |             |             | Wentian braț robotic | Wentian braț robotic | Wentian braț robotic | Wentian braț robotic | Wentian braț robotic | Wentian braț robotic |                   |                   |             |             |             |             |  |  | Chinarm braț robotic | Chinarm braț robotic | Chinarm braț robotic | Chinarm braț robotic | Chinarm braț robotic | Chinarm braț robotic |  |  |               |               |               |               |                    |                    |                    |                    |                    |                    |             |             |             |             |             |             |  |  |  |  |  |  |  |  |  |  |  |  |  |  |  |  |  |  |  |  |  |  |  |  |
|  |  |             |             |             |             | Wentian braț robotic | Wentian braț robotic | Wentian braț robotic | Wentian braț robotic | Wentian braț robotic | Wentian braț robotic |                   |                   |             |             |             |             |  |  | Chinarm braț robotic | Chinarm braț robotic | Chinarm braț robotic | Chinarm braț robotic | Chinarm braț robotic | Chinarm braț robotic |  |  |               |               |               |               |                    |                    |                    |                    |                    |                    |             |             |             |             |             |             |  |  |  |  |  |  |  |  |  |  |  |  |  |  |  |  |  |  |  |  |  |  |  |  |
|  |  |             |             |             |             |                      |                      |                      |                      |                      |                      |                   |                   |             |             |             |             |  |  |                      |                      |                      |                      |                      |                      |  |  |               |               |               |               |                    |                    |                    |                    |                    |                    |             |             |             |             |             |             |  |  |  |  |  |  |  |  |  |  |  |  |  |  |  |  |  |  |  |  |  |  |  |  |
|  |  | panou solar | panou solar | panou solar | panou solar | panou solar          | panou solar          |                      |                      |                      |                      | panou solar       | panou solar       | panou solar | panou solar | panou solar | panou solar |  |  | Port andocare        | Port andocare        | Port andocare        | Port andocare        | Port andocare        | Port andocare        |  |  | panou solar   | panou solar   | panou solar   | panou solar   | panou solar        | panou solar        |                    |                    |                    |                    | panou solar | panou solar | panou solar | panou solar | panou solar | panou solar |  |  |  |  |  |  |  |  |  |  |  |  |  |  |  |  |  |  |  |  |  |  |  |  |
|  |  | panou solar | panou solar | panou solar | panou solar | panou solar          | panou solar          |                      |                      |                      |                      | panou solar       | panou solar       | panou solar | panou solar | panou solar | panou solar |  |  | Port andocare        | Port andocare        | Port andocare        | Port andocare        | Port andocare        | Port andocare        |  |  | panou solar   | panou solar   | panou solar   | panou solar   | panou solar        | panou solar        |                    |                    |                    |                    | panou solar | panou solar | panou solar | panou solar | panou solar | panou solar |  |  |  |  |  |  |  |  |  |  |  |  |  |  |  |  |  |  |  |  |  |  |  |  |
|  |  |             |             |             |             |                      |                      |                      |                      |                      |                      |                   |                   |             |             |             |             |  |  |                      |                      |                      |                      |                      |                      |  |  |               |               |               |               |                    |                    |                    |                    |                    |                    |             |             |             |             |             |             |  |  |  |  |  |  |  |  |  |  |  |  |  |  |  |  |  |  |  |  |  |  |  |  |
|  |  |             |             |             |             |                      |                      |                      |                      |                      |                      |                   |                   |             |             |             |             |  |  |                      |                      |                      |                      |                      |                      |  |  |               |               |               |               |                    |                    |                    |                    |                    |                    |             |             |             |             |             |             |  |  |  |  |  |  |  |  |  |  |  |  |  |  |  |  |  |  |  |  |  |  |  |  |
|  |  |             |             |             |             |                      |                      | Wentian laborator    | Wentian laborator    | Wentian laborator    | Wentian laborator    | Wentian laborator | Wentian laborator |             |             |             |             |  |  | Tianhe modul de bază | Tianhe modul de bază | Tianhe modul de bază | Tianhe modul de bază | Tianhe modul de bază | Tianhe modul de bază |  |  |               |               |               |               | Mengtian laborator | Mengtian laborator | Mengtian laborator | Mengtian laborator | Mengtian laborator | Mengtian laborator |             |             |             |             |             |             |  |  |  |  |  |  |  |  |  |  |  |  |  |  |  |  |  |  |  |  |  |  |  |  |
|  |  |             |             |             |             |                      |                      |                      | Wentian laborator    | Wentian laborator    | Wentian laborator    | Wentian laborator | Wentian laborator |             |             |             |             |  |  | Tianhe modul de bază | Tianhe modul de bază | Tianhe modul de bază | Tianhe modul de bază | Tianhe modul de bază | Tianhe modul de bază |  |  |               |               |               |               | Mengtian laborator | Mengtian laborator | Mengtian laborator | Mengtian laborator | Mengtian laborator | Mengtian laborator |             |             |             |             |             |             |  |  |  |  |  |  |  |  |  |  |  |  |  |  |  |  |  |  |  |  |  |  |  |  |
|  |  |             |             |             |             |                      |                      |                      |                      |                      |                      |                   |                   |             |             |             |             |  |  |                      |                      |                      |                      |                      |                      |  |  |               |               |               |               |                    |                    |                    |                    |                    |                    |             |             |             |             |             |             |  |  |  |  |  |  |  |  |  |  |  |  |  |  |  |  |  |  |  |  |  |  |  |  |
|  |  |             |             |             |             |                      |                      |                      |                      |                      |                      |                   |                   |             |             |             |             |  |  |                      |                      |                      |                      |                      |                      |  |  |               |               |               |               |                    |                    |                    |                    |                    |                    |             |             |             |             |             |             |  |  |  |  |  |  |  |  |  |  |  |  |  |  |  |  |  |  |  |  |  |  |  |  |
|  |  | panou solar | panou solar | panou solar | panou solar | panou solar          | panou solar          |                      |                      |                      |                      | Trapă EVA         | Trapă EVA         | Trapă EVA   | Trapă EVA   | Trapă EVA   | Trapă EVA   |  |  | Port andocare        | Port andocare        | Port andocare        | Port andocare        | Port andocare        | Port andocare        |  |  | Port andocare | Port andocare | Port andocare | Port andocare | Port andocare      | Port andocare      |                    |                    |                    |                    | panou solar | panou solar | panou solar | panou solar | panou solar | panou solar |  |  |  |  |  |  |  |  |  |  |  |  |  |  |  |  |  |  |  |  |  |  |  |  |
|  |  | panou solar | panou solar | panou solar | panou solar | panou solar          | panou solar          |                      |                      |                      |                      | Trapă EVA         | Trapă EVA         | Trapă EVA   | Trapă EVA   | Trapă EVA   | Trapă EVA   |  |  | Port andocare        | Port andocare        | Port andocare        | Port andocare        | Port andocare        | Port andocare        |  |  | Port andocare | Port andocare | Port andocare | Port andocare | Port andocare      | Port andocare      |                    |                    |                    |                    | panou solar | panou solar | panou solar | panou solar | panou solar | panou solar |  |  |  |  |  |  |  |  |  |  |  |  |  |  |  |  |  |  |  |  |  |  |  |  |
|  |  |             |             |             |             |                      |                      |                      |                      |                      |                      |                   |                   |             |             |             |             |  |  |                      |                      |                      |                      |                      |                      |  |  |               |               |               |               |                    |                    |                    |                    |                    |                    |             |             |             |             |             |             |  |  |  |  |  |  |  |  |  |  |  |  |  |  |  |  |  |  |  |  |  |  |  |  |
|  |  |             |             |             |             | Trapă EVA            | Trapă EVA            | Trapă EVA            | Trapă EVA            | Trapă EVA            | Trapă EVA            |                   |                   |             |             |             |             |  |  |                      |                      |                      |                      |                      |                      |  |  |               |               |               |               | Cargo airlock      | Cargo airlock      | Cargo airlock      | Cargo airlock      | Cargo airlock      | Cargo airlock      |             |             |             |             |             |             |  |  |  |  |  |  |  |  |  |  |  |  |  |  |  |  |  |  |  |  |  |  |  |  |

### Prezentarea modulelor
Modulul de bază Tianhe („Armonia Cerurilor”) a fost lansat pe orbită la 29 aprilie 2021. Modulul oferă suport de viață și spații de locuit pentru trei membri ai echipajului. În plus, oferă putere stației, ghidarea, navigația, controlul orientării, propulsia și sistemele de susținere a vieții stației. Tianhe este format din trei secțiuni: zona locuibilă, secțiunea de servicii și un hub de andocare.
Zona de locuit conține o bucătărie și o toaletă, echipamente de control al incendiilor, echipamente de procesare și control a aerului, calculatoare, instrumente științifice și echipamente de comunicații la sol. Stația are un braț robotic mai mare, astfel încât poate muta modulele ulterioare sau reaproviziona vehiculele în diferite porturi ale modulului de bază ca rezervă. Conform celor mai recente rapoarte, capacitatea acestui „Chinarm” este similară cu „Canadarm 2”, brațul robotic dezvoltat de canadieni. Energia electrică este furnizată de două panouri de energie solară orientabile, care folosesc celule fotovoltaice pentru a produce electricitate. Energia este stocată pentru a alimenta stația atunci când aceasta se deplasează în umbra Pământului. Există 4 motoare cu ioni pentru propulsie.
Modulul de laborator Wentian este primul modul de laborator lansat și primul modul care extinde modulul de bază Tianhe existent al stației. A fost lansat la 24 iulie 2022 și a andocat cu succes la Tianhe la 19:13 UTC în aceeași zi. Secțiunea de locuit oferă taikonauților de la bordul stației 50 m3 de spațiu interior suplimentar, inclusiv 3 locuri de dormit și o nouă toaletă. Posibilitățile de realizare a experimentelor științifice, axate în special pe cercetarea în știința vieții în spațiu, se extind semnificativ, atât în mediul presurizat din interiorul stației, cât și pe suprafața ei exterioară, astfel încât probele și instrumentele sunt expuse mediului cosmic, radiațiilor, vidului și vântului solar.
La 30 septembrie 2022, modulul a fost detașat de portul de andocare al Tianhe după aproximativ o oră de manipulare de către brațul robotizat al stației și conectat la portul de andocare tribord după ce s-a rotit cu 90 de grade. Acest lucru a eliberat portul frontal al modulului Tianhe pentru sosirea celui de-al doilea modul științific Mengtian.
Modulul de laborator Mengtian, al doilea modul de laborator, a fost lansat la 31 octombrie 2022, și este echipat cu o capacitate extinsă de experimente pe orbită. Modulul este împărțit în mai multe secțiuni, inclusiv compartimentul de lucru presurizat al echipajului, secțiunea de încărcătură nepresurizată, ecluza de eliberare a încărcăturii și secțiunea modulului de control cu adaptoare de experiment extern, o antenă de comunicație și două rețele solare.
Similar cu laboratorul precedent, Mengtian are, de asemenea, propriile sale brațe robotizate pentru a ajuta la activități extravehiculare. Ambele laboratoare oferă un mediu presurizat pentru ca cercetătorii să efectueze experimente științifice în cădere liberă sau microgravitație care nu au putut fi efectuate pe Pământ mai mult de câteva minute. Experimentele pot fi, de asemenea, plasate în exteriorul modulelor pentru expunerea la mediul spațial, razele cosmice, vid și vântul solar.

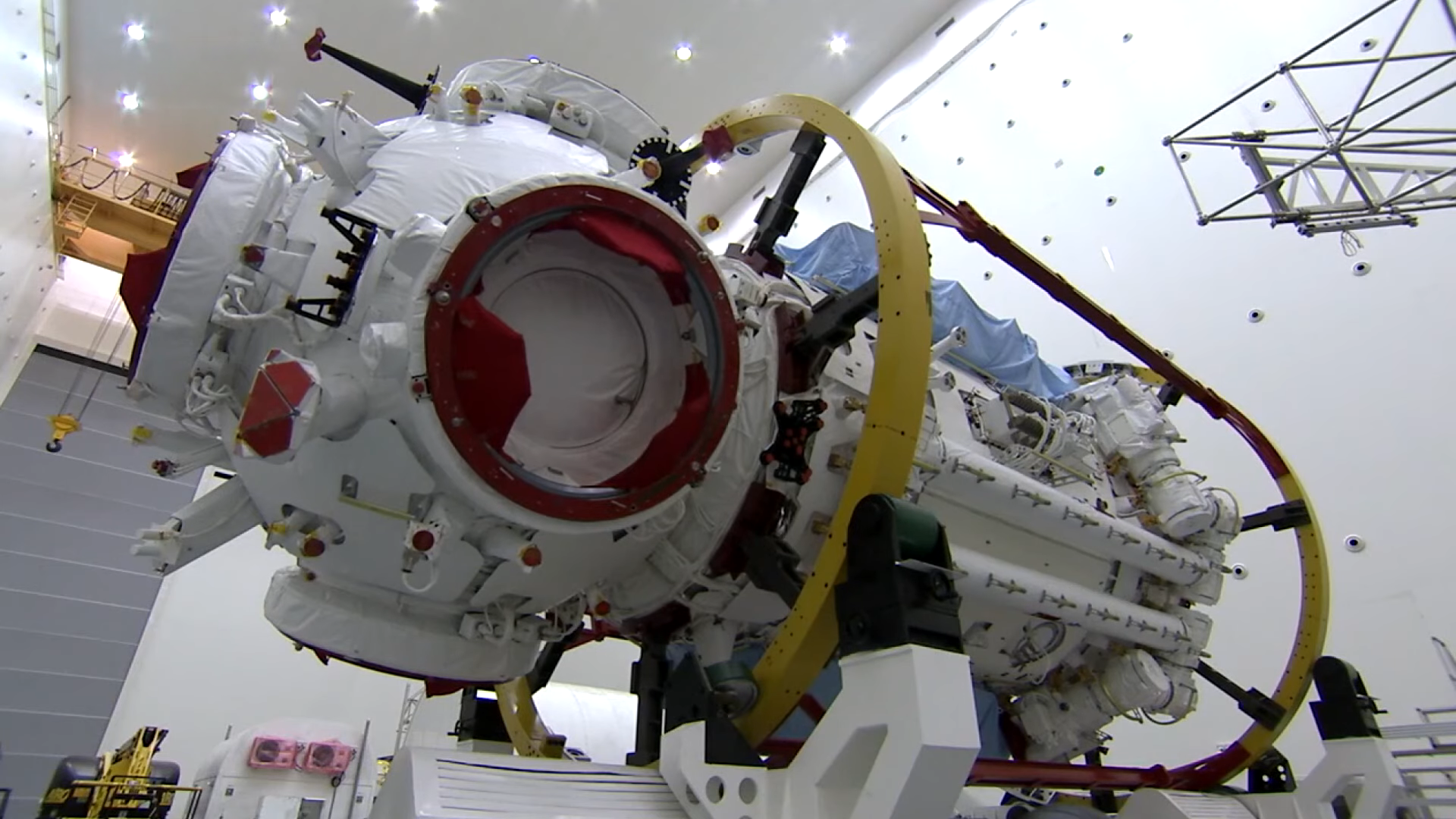
Modulul Tianhe
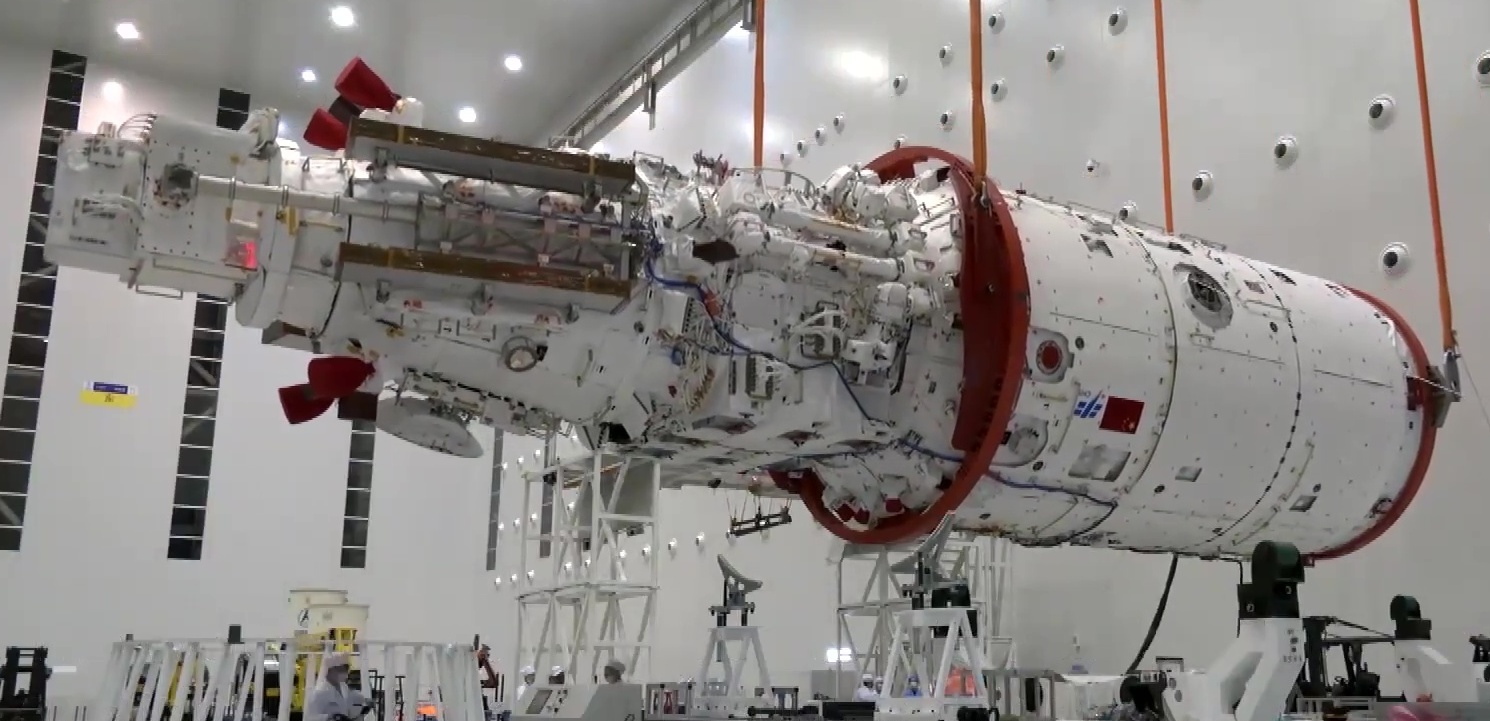
Modulul Wentian
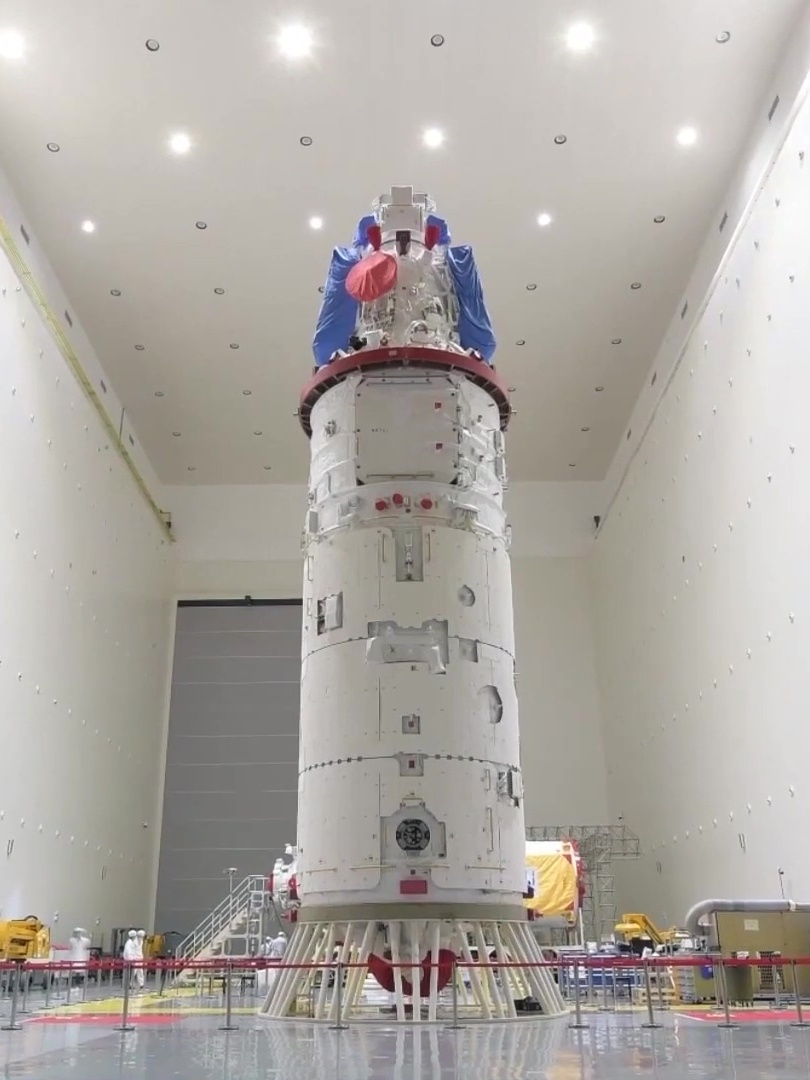
Modulul Mengtian

## Viața la bordul stației spațiale

### Activități ale echipajului

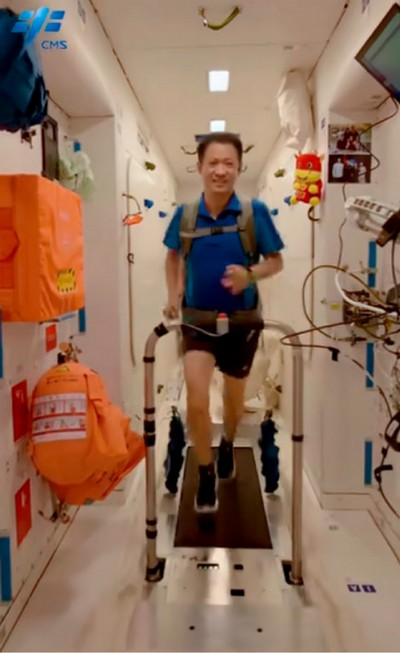
Astronautul Nie Haisheng făcând exerciții de alergare pe Stația Spațială Tiangong

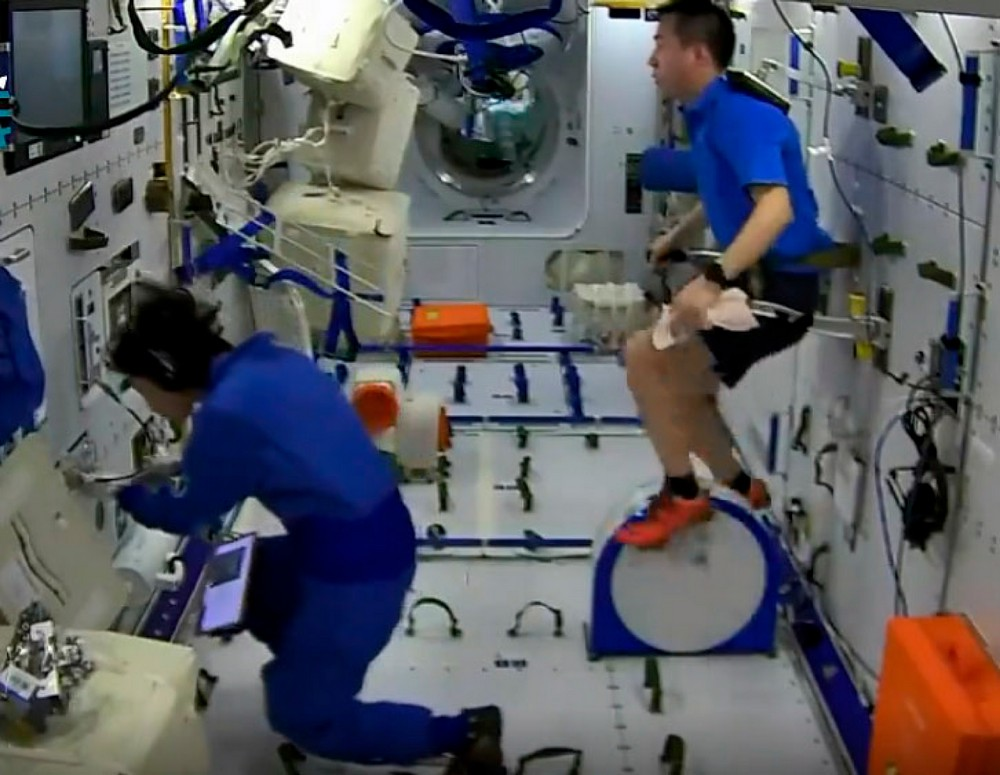
Interiorul modulului Wentian de pe stația spațială Tiangong

Astronauții de pe stația Tiangong respectă ora standard a Chinei (CST) pentru programul zilnic. Echipajul se trezește adesea în jurul orei 7:00 și începe conferința zilnică cu Centrul de Control al Misiunii din Beijing înainte de a începe lucrul la ora 08:00 (00:00UTC). Echipajul își urmează apoi programul planificat până la ora 21:00, după care raportează procesul de lucru către Controlul Misiunii. La ora 13:30, astronauții intră în camerele lor de locuit pentru a trage un pui de somn, care durează de obicei o oră. De asemenea, echipajul are mai multe pauze pentru a mânca și a se odihni. Stația Tiangong dispune de o funcție de iluminare pentru a simula condițiile de iluminare de pe Pământ, inclusiv lumina zilei, amurgul și noaptea. Deoarece stația experimentează 16 răsărituri și apusuri de soare pe zi pe orbita joasă a Pământului, această funcție ajută la evitarea perturbării ritmului circadian al echipajului.
Stația spațială Tiangong este dotată cu funcții de automatizare a locuinței, inclusiv aparate electrocasnice controlate de la distanță și un sistem de management logistic. Echipajul poate folosi tabletele lor pentru a identifica, localiza și organiza obiectele din interiorul stației, deoarece toate obiectele din stație sunt marcate cu coduri QR. Acest lucru contribuie la asigurarea unui mediu ordonat pe măsură ce sosesc mai multe încărcături. Comunicarea între aparate în interiorul stației este complet wireless prin intermediul rețelei Wi-Fi pentru a evita dezordinea cablurilor.

### Alimentație și igienă personală
La bordul navei sunt depozitate mese constând în 120 de tipuri diferite de alimente, selectate în funcție de preferințele astronauților. Alimentele de bază, inclusiv carnea de porc mărunțită în sos de usturoi, puiul kung pao, carnea de vită cu piper negru, carnea de porc mărunțită yuxiang, varza murată și băuturile, inclusiv o varietate de ceaiuri și sucuri, sunt realimentate în timpul călătoriilor cu nave spațiale robotizate de clasă Tianzhou. Fructele și legumele proaspete sunt depozitate în frigidere. Huang Weifen, instructorul șef de astronauți al CMSA, explică faptul că majoritatea alimentelor sunt pregătite pentru a fi solide, fără os și cu bucăți mici. Condimente precum sosul de porc și sosul de piper Sichuan sunt folosite pentru a compensa modificările simțului gustului în microgravitație. Stația este echipată cu o masă mică de bucătărie pentru prepararea mâncării, un frigider, un distribuitor de apă și primul cuptor cu microunde din istorie în zborurile spațiale, astfel încât astronauții să poată „avea întotdeauna mâncare caldă, oricând au nevoie”. În urma feedback-ului astronauților, au fost incluse provizii mai mari de legume începând cu Tianzhou 4, ceea ce face ca varietatea de legume să crească la 32.
Modulul central al stației, Tianhe, asigură locuința membrilor echipajului. Acesta conține trei paturi separate pentru dormit, o toaletă spațială, o instalație de duș și echipamente de gimnastică. Fiecare pat este prevăzut cu o mică fereastră circulară, un set de căști, ventilație și alte facilități. Stimulatorul electric neuromuscular este utilizat pentru a preveni atrofia musculară. Nivelul de zgomot în zona de lucru este setat la 58 de decibeli, în timp ce în zona de dormit, zgomotul este menținut la 49 de decibeli. Sistemul de ventilație asigură circulația aerului pentru echipaj, cu o viteză a vântului de 0,08 m/s pentru zonele de lucru și de 0,05 m/s pentru posturile de dormit. În modulul de laborator Wentian sunt amplasate trei camere de locuit suplimentare pentru șederea pe termen scurt.